# Југозападна дивизија (НБА)
Југозападна дивизија је дивизија Западне конференције НБА лиге и састоји се од 5 клубова. Формирана је пред почетак сезоне 2004/05, приликом проширења лиге на 30 тимова и реорганизације такмичења.

## Актуелни тимови Југозападне дивизије
- Далас маверикси
- Мемфис гризлиси
- Њу Орлеанс пеликанси
- Сан Антонио спарси
- Хјустон рокетси

## Досадашњи прваци Југозападне дивизије
| Сезона   | Тим                    | Скор           |
| -------- | ---------------------- | -------------- |
| 2004/05. | Сан Антонио спарси     | 59 : 23 (.720) |
| 2005/06. | Сан Антонио спарси (2) | 63 : 19 (.768) |
| 2006/07. | Далас маверикси        | 67 : 15 (.817) |
| 2007/08. | Њу Орлеанс пеликанси   | 56 : 26 (.683) |
| 2008/09. | Сан Антонио спарси (3) | 54 : 28 (.659) |
| 2009/10. | Далас маверикси (2)    | 55 : 27 (.671) |
| 2010/11. | Сан Антонио спарси (4) | 61 : 21 (.744) |
| 2011/12. | Сан Антонио спарси (5) | 50 : 16 (.758) |
| 2012/13. | Сан Антонио спарси (6) | 58 : 24 (.707) |
| 2013/14. | Сан Антонио спарси (7) | 62 : 20 (.756) |
| 2014/15. | Хјустон рокетси        | 56 : 26 (.683) |
| 2015/16. | Сан Антонио спарси (8) | 67 : 15 (.817) |
| 2016/17. | Сан Антонио спарси (9) | 61 : 21 (.744) |
| 2017/18. | Хјустон рокетси (2)    | 65 : 17 (.793) |
| 2018/19. | Хјустон рокетси (3)    | 53 : 29 (.646) |
| 2019/20. | Хјустон рокетси (4)    | 44 : 28 (.611) |
| 2020/21. | Далас маверикси (3)    | 42 : 30 (.583) |
| 2021/22. | Мемфис гризлиси        | 56 : 26 (.683) |
| 2022/23. | Мемфис гризлиси (2)    | 51 : 31 (.622) |
| 2023/24. | Далас маверикси (4)    | 50 : 32 (.610) |
| 2024/25. | Хјустон рокетси (5)    | 52 : 30 (.634) |

Легенда:
|  | Тим је исте сезоне био првак Западне конференције.            |
|  | Тим је исте сезоне био првак Западне конференције и НБА лиге. |

### Успешност тимова
| Тим                  | Број титула | Године титула                                         |
| Сан Антонио спарси   | 9           | 2005, 2006, 2009, 2011, 2012, 2013, 2014, 2016, 2017. |
| Хјустон рокетси      | 5           | 2015, 2018, 2019, 2020, 2025.                         |
| Далас маверикси      | 4           | 2007, 2010, 2021, 2024.                               |
| Мемфис гризлиси      | 2           | 2022, 2023.                                           |
| Њу Орлеанс пеликанси | 1           | 2008.                                                 |

## Остали значајнији резултати тимова из Југозападне дивизије
| Сезона   | Тим                | Поз. у дивизији | Скор           |
| -------- | ------------------ | --------------- | -------------- |
| 2005/06. | Далас маверикси    | 2.              | 60 : 22 (.732) |
| 2006/07. | Сан Антонио спарси | 2.              | 58 : 24 (.707) |
| 2010/11. | Далас маверикси    | 2.              | 57 : 25 (.695) |

Легенда:
|  | Тим је исте сезоне био првак Источне конференције.            |
|  | Тим је исте сезоне био првак Источне конференције и НБА лиге. |